# 浅井惟安
浅井 惟安（あざい これやす）は、戦国時代から安土桃山時代にかけての武将。浅井氏の家臣。

## 来歴
浅井清政の子として誕生。浅井久政の近侍を務める。
永禄3年（1560年）に久政が隠居した後もこれに従った。小谷城の福寿丸に居を構えその名が庵号となった。
天正元年（1573年）、小谷城の戦いでは京極丸を守備する。小丸に移動してからは久政の介錯を務めた後、自害した。子孫は美濃国に落ち延びたと伝わる。